# Шамівська волость
Шамівська волость — історична адміністративно-територіальна одиниця Олександрійського повіту Херсонської губернії.
Станом на 1886 рік складалася з 9 поселень, 12 сільських громад. Населення — 2650 осіб (1328 чоловічої статі та 1322 — жіночої), 515 дворових господарства.
|                     | Площа, десятин | У тому числі орної, дес. |
| ------------------- | -------------- | ------------------------ |
| Сільських громад    | 2251           | 2021                     |
| Приватної власності | 4513           | 2249                     |
| Казенної власності  | —              | —                        |
| Іншої власності     | 130            | 20                       |
| Загалом             | 6894           | 4290                     |

Найбільше поселення волості:
- Шамівка — село при річці Інгулець за 35 верст від повітового міста, 603 особи, 125 дворів, православна церква.